# Kirchharpen

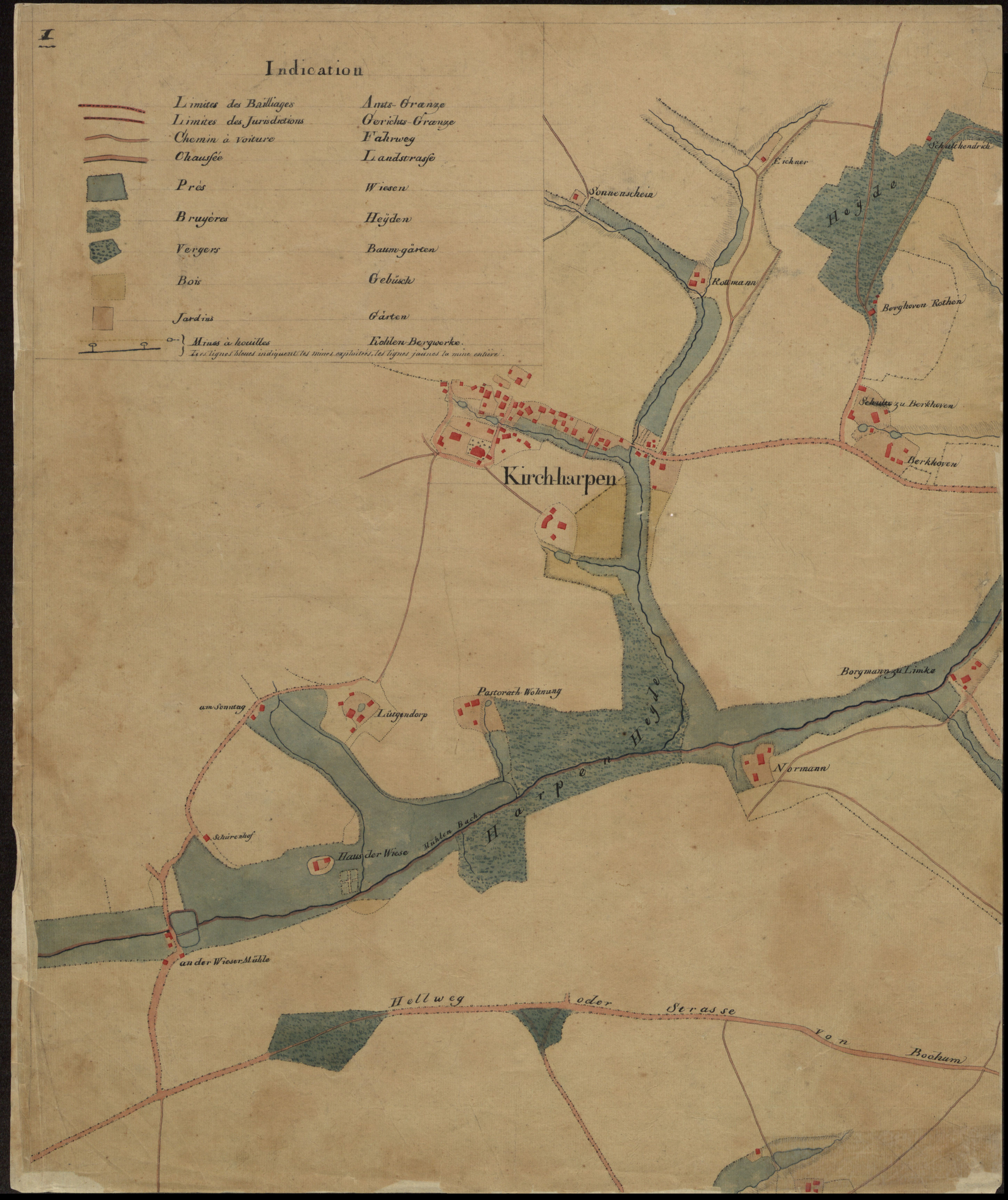
Niemeyersche Karte, 1793.

Kirchharpen ist ein Ortsteil des Stadtteils Harpen im Stadtbezirk Bochum-Nord von Bochum. Es liegt nördlich von Kornharpen.

## Geschichte
Das Gebiet des heutigen Kirchharpen war bereits im 5. Jahrtausend v. Chr. besiedelt. 1966 wurde ein jungsteinzeitliches Erdwerk aus der Epoche der Rössener Kultur entdeckt.
Das Kirchdorf Harpen war Sitz des Kirchspiels Harpen, zu dem Kornharpen und Gerthe zählten, im Oberamt des Amts Bochum.
Zu den Bauernhöfen zählten die Höfe Schulte, Overhoff, Nierhoff, Lütkendorf und Detmar.